# Маргарита Войска
Маргарита Боянова Войска е българска шахматистка, международен майстор от 1985 г. и гросмайстор за жени от 1985 г.
Възпитаничка е на шахматната школа на Славия, където тренира под ръководството на Живко Кайкамджозов и Емил Карастойчев. Тя е републиканска шампионка за девойки през 1979 и 1980 г. Състезава се дълги години в отбора на Славия.
Маргарита Войска е шампионка на България по шахмат рекордните 11 пъти: 1982, 1983, 1984, 1998, 2002, 2003, 2004, 2006, 2007, 2009 и 2010 г. Европейска шампионка по класически шахмат на 13-ото Европейско индивидуално първенство за сеньори в Пловдив през 2013 г. В международните отборни състезания се е състезавала само за националния отбор на България и е играла на всички дъски. От 1980 до 2016 г. тя участва на 19 шахматни олимпиади, където изиграва 199 партии (80 победи, 78 равенства и 41 загуби – резултатност 59,8 %).  Тези нейни постижения също са рекорди в българския шахмат. Част е от отбора на България, спечелил сребърни медали през 1984 г. в Солун. 
Член е на управителния съвет на Българската федерация по шахмат. От 2016 г. е треньор на Световната шахматна федерация, а от 2020 – лицензиран съдия на ФИДЕ.

## Турнирни резултати
- Варна, България 1981 г. – I място.
- Бъйле Херкулане, Румъния 1985 г. – I м.
- Пловдив, България 1985 г. – I м.
- Варшава, Полша 1986 г. – II-III м.
- Приморско, България 1987 г. – I м.
- Белград, Сърбия 1988, 1990 г. – I м.
- Атина, Гърция 1989/1990, 2003 г. – I м.
- Бърно, Чехия 1989 г. – I м.
- Букурещ, Румъния 1991 г. – I м.
- Бил, Швейцария 1991 г. – I м.
- Дрезден, Германия 1992 г. – I м.
- Хрудел, 1994 г. – I м.
- Рим, Италия 2002 г. – I м.
- Акрополис Атина, Гърция 2003 г. – I м.
- Задар, 2005 г. - I м. „Задар Оупън“ сред жените със статут на Открито първенство на Хърватия за мъже и жени

## Участия на шахматни олимпиади
Най-високото ѝ място в отборното класиране е второ (1984), а в индивидуалното – пето (1984, 2012). Най-добри резултати постига през 2012 г. – 83,3 %, 2008 г. – 80 % и 2014 г. – 78,6 %. 
| Година | Организатор    | Отборно класиране | Дъска    | Индивидуално класиране |
| 1980   | Ла Валета      | 9                 | Трета    | 18                     |
| 1982   | Люцерн         | 14                | Трета    | 21                     |
| 1984   | Солун          | 2                 | Първа    | 5                      |
| 1986   | Дубай          | 9                 | Първа    | 22                     |
| 1988   | Солун          | 5                 | Първа    | 18                     |
| 1990   | Нови Сад       | 4                 | Първа    | 18                     |
| 1992   | Манила         | 14                | Първа    | 35                     |
| 1994   | Москва         | 13                | Първа    | 18                     |
| 1996   | Ереван         | 16                | Втора    | 44                     |
| 1998   | Елиста         | 5                 | Втора    | 9                      |
| 2000   | Истанбул       | 16                | Първа    | 46                     |
| 2002   | Блед           | 11                | Трета    | 13                     |
| 2004   | Калвия         | 14                | Втора    | 38                     |
| 2006   | Торино         | 13                | Втора    | 18                     |
| 2008   | Дрезден        | 19                | Трета    | 19                     |
| 2010   | Ханти-Мансийск | 11                | Трета    | 11                     |
| 2012   | Истанбул       | 16                | Четвърта | 5                      |
| 2014   | Тромсьо        | 14                | Резерва  |                        |
| 2016   | Баку           | 15                | Резерва  |                        |

## Участия на европейски отборни първенства
| Година | Организатор | Отбор    | Класиране (отборно) | Дъска         |
| 1992   | Дебрецен    | България | 20                  | Първа         |
| 2001   | Леон        | България | 12                  | Първа резерва |
| 2003   | Пловдив     | България | 14                  | Втора         |
| 2005   | Гьотеборг   | България | 4                   | Втора         |
| 2007   | Ираклион    | България | 18                  | Втора         |
| 2013   | Варшава     | България |                     | Трета         |